# Thomas Harris
Thomas Harris (Jackson, Tennessee, 11 de abril de 1940) es un escritor estadounidense, autor de la serie de novelas de suspense cuyo protagonista es el psiquiatra caníbal Hannibal Lecter, adaptadas al cine en cinco películas y una serie de televisión.
Su novela de 1988 The Silence of the Lambs (El silencio de los corderos) fue adaptada al cine en 1991, con título homónimo, película nominada a los Premios Óscar de 1991 en siete categorías, de las cuales obtuvo los cinco principales galardones.

## Biografía
Hijo único de un ingeniero eléctrico, Harris nació en Jackson, Tennessee, pero se mudó a Rich, Misisipi, siendo niño. Asistió a la Baylor University en Waco, Texas, donde en 1964 se licenció en filología inglesa. Mientras estaba en la universidad trabajó como reportero en el periódico local, el Waco Tribune-Herald, donde cubrió los casos de sucesos y policiales. Se mudó en 1968 a Nueva York para trabajar en la agencia Associated Press hasta 1974, cuando comenzó a escribir su primera novela, Domingo Negro.
En 1961 se casó con Harriet Anne Haley, de la que se separó en 1968. Tuvieron una hija, Elizabeth Anne. En la actualidad Harris reside en el sur de Florida con su pareja, Pace Barnes. El escritor estaba muy unido a su madre, Polly, con la que hablaba por teléfono todas las noches y discutía escenas particulares de sus novelas con ella, hasta que esta falleció el 31 de diciembre de 2011.

## Novelas

### Domingo Negro(1975)
La muerte de 11 atletas israelíes en los Juegos Olímpicos de Múnich 1972 inspiró su superventas Domingo Negro (Black Sunday) (1975), novela sobre los planes de la organización terrorista palestina Septiembre Negro para tomar el control de un dirigible, poner una bomba a bordo y hacerla explotar durante la Super Bowl en la ciudad de Nueva Orleans. La obra fue adaptada al cine con título homónimo.

### Serie Hannibal Lecter (1981-2006)
Seis años más tarde, en 1981, Harris publicó su segunda novela, El dragón rojo (Red Dragon), la primera en la que aparecía el personaje de Hannibal Lecter, el asesino en serie que protagonizará sus próximas tres obras, aunque en esta primera novela solo aparece como personaje secundario. Se llevó a la pantalla grande en 1986 con el título de Manhunter (traducido al castellano como Hunter / Cazador de hombres) y hubo una versión en 2002 con el título Red Dragon (El dragón rojo).
En 1988 publicaría su mayor éxito, The Silence of the Lambs, en la que el doctor Lecter ya es uno de los dos personajes principales, junto al personaje de Clarice Starling. La novela fue adaptada al cine con título homónimo en 1991, logrando 7 candidaturas a los premios Óscar, de las que obtuvo 5, los cinco galardones principales: mejor película, director (Jonathan Demme), guion adaptado (Ted Tally), actor (Anthony Hopkins) y actriz (Jodie Foster), logro que hasta la fecha solo ha sucedido en tres ocasiones en los Óscar (las dos anteriores películas fueron Sucedió una noche en 1934 y Alguien voló sobre el nido del cuco en 1975).
Once años tardó en escribir su continuación, Hannibal (1999), que igualmente se convertiría en película en 2001, y finalmente siete años más tarde pondría el punto final a la serie con Hannibal: El origen del mal (Hannibal Rising) (2006), una precuela de las anteriores que muestra a un joven Lecter. Igualmente también fue adaptada al cine en 2007.

## Relación con la prensa
Thomas Harris evitó la prensa durante unos veinte años y declinó participar en el guion de la película El silencio de los corderos, pero cuando estuvo terminada envió regalos a una gran parte de los miembros que trabajaron en ella.

## Obras literarias
- Domingo Negro (Black Sunday, 1975).  Narra el complot del grupo terrorista palestino Septiembre Negro para cometer asesinatos en masa durante una hipotética Super Bowl celebrada en Nueva Orleans con un dirigible cargado de explosivos.

- Serie Hannibal Lecter (1981-2006)

1. El dragón rojo (Red Dragon, 1981)
2. El silencio de los corderos (España) / El silencio de los inocentes (Hispanoamerica) (The Silence of the Lambs, 1988)
3. Hannibal (Hannibal, 1999)
4. Hannibal: El origen del mal (Hannibal Rising, 2006)  (precuela de la primera novela de la serie, El dragón rojo, en la que narra la infancia y juventud del personaje de Hannibal Lecter).

- Cari Mora (Cari Mora, 2019)

## Adaptaciones

### Cine
- Domingo Negro (Black Sunday, 1977), dirigida por John Frankenheimer y protagonizada por Robert Shaw y Bruce Dern.
- Hunter / Cazador de hombres (Manhunter, 1986) [primera adaptación de la novela El dragón rojo], dirigida por Michael Mann e interpretada por William Petersen (agente de la FBI Will Graham), Dennis Farina (Jack Crawford), Tom Noonan (Francis Dolarhyde), Brian Cox (Hannibal Lecter) y Benjamin Hendrickson (Dr. Chilton).
- El silencio de los corderos / El silencio de los inocentes (The Silence of the Lambs, 1991), dirigida por Jonathan Demme, interpretada por Jodie Foster (agente de la FBI Clarice Starling), Anthony Hopkins (Hannibal Lecter), Scott Glenn (Jack Crawford), Ted Levine (Jame Gumb «Buffalo Bill») y Anthony Heald (Dr. Chilton). Fue nominada a siete candidaturas a los Premios Óscar, de los cuales obtuvo los cinco premios principales: mejor película, director (Jonathan Demme), guion adaptado (Ted Tally), actor (Anthony Hopkins) y actriz (Jodie Foster).
- Hannibal (Hannibal, 2001), dirigida por Ridley Scott e interpretada por Julianne Moore (agente de la FBI Clarice Starling), Anthony Hopkins (Hannibal Lecter), Gary Oldman (Mason Verger) y Ray Liotta (Paul Krendler).
- El dragón rojo (Red Dragon, 2002) [Segunda adaptación de la novela El dragón rojo], dirigida por Brett Ratner e interpretada por Edward Norton (agente de la FBI Will Graham), Harvey Keitel (Jack Crawford), Ralph Fiennes (Francis Dolarhyde), Anthony Hopkins (Hannibal Lecter) y Anthony Heald (Dr. Chilton).
- Hannibal: El origen del mal (Hannibal Rising, 2007), dirigida por Peter Webber e interpretada por Gaspard Ulliel (Hannibal Lecter), Gong Li (Lady Murasaki), Dominic West (inspector Pascal Popil) y Rhys Ifans (Vladis Grutas).

### Televisión
- Hannibal (Hannibal, 2013-2015), serie de televisión que duró tres temporadas y de la que se emitieron 39 episodios. Creada por Bryan Fuller, interpretada por Mads Mikkelsen (Hannibal Lecter), Hugh Dancy (agente del FBI Will Graham), Laurence Fishburne (Jack Crawford), Caroline Dhavernas (Dra. Alana Bloom), Hettienne Park (Beverly Katz) y Raúl Esparza (Dr. Chilton).

## Personajes de la serie Hannibal Lecter
- Hannibal Lecter, psiquiatra, psicópata y caníbal, interpretado por Brian Cox (en Hunter), por Anthony Hopkins (en El silencio de los corderos, Hannibal y El dragón rojo), por Gaspard Ulliel (en Hannibal: El origen del mal) y por Mads Mikkelsen (en la serie de televisión Hannibal).
- Clarice Starling, agente de la FBI que trabaja en la Unidad de Ciencias del Comportamiento del FBI en Quantico (Virginia), interpretada por Jodie Foster (en El silencio de los corderos) y por Julianne Moore (en Hannibal).
- Will Graham, agente criminalista de la FBI, interpretado por William Petersen (en Hunter), por Edward Norton (en El dragón rojo) y por Hugh Dancy (en la serie de televisión Hannibal).
- Jack Crawford, agente encargado de la Unidad de Ciencias del Comportamiento de la FBI en Quantico (Virginia), interpretado por Dennis Farina (en Hunter), por Scott Glenn (en El silencio de los corderos), por Harvey Keitel (en El dragón rojo) y por Laurence Fishburne (en la serie de televisión Hannibal).
- Dr. Frederick Chilton, director de los hospitales de Chesapeake y Baltimore para criminales dementes y rival de Hannibal Lecter; interpretado por Benjamin Hendrickson (en Hunter), por Anthony Heald (en El silencio de los corderos y El dragón rojo) y por Raúl Esparza (en la serie de televisión Hannibal).
- Barney Matthews (personaje secundario), enfermero que vigila las celdas del Hospital de Baltimore para criminales dementes, en una de las cuales está preso Hannibal Lecter; interpretado por Frankie Faison (en El silencio de los corderos, Hannibal y El dragón rojo).
- Francis Dolarhyde, asesino en serie traumatizado por los abusos vividos durante su infancia en un orfanato; apodado por la prensa «El Hada de los Dientes» («The Tooth Fairy») por las marcas que deja en sus víctimas; interpretado por Tom Noonan (en Hunter) por Ralph Fiennes (en El dragón rojo) y por Richard Armitage (en la serie de televisión Hannibal).
- Jame Gumb «Buffalo Bill», asesino en serie de mujeres, a quienes les arranca la piel para hacerse un traje de mujer; intenta convertirse en transexual; interpretado por Ted Levine (en El silencio de los corderos).
- Mason Verger, millonario vendedor de carnes y reses y pedófilo sádico; rival de Hannibal Lecter; interpretado por Gary Oldman (en Hannibal), y por Michael Pitt y posteriormente Joe Anderson (en la serie de televisión Hannibal).
- Lady Murasaki (Murasaki Shikibu), mujer de la nobleza japonesa y tía política de Hannibal Lecter que actúa como su tutora y defensora durante su juventud; interpretada por Gong Li (en Hannibal: El origen del mal).

## Premios literarios
- 1988: Premio Bram Stoker (galardón estadounidense) a la Mejor novela por El silencio de los corderos.
- 1989: Nominación al Premio Mundial de Fantasía (galardón estadounidense) a la Mejor novela por El silencio de los corderos.
- 1989: Anthony Award (galardón estadounidense) a la Mejor novela por El silencio de los corderos.
- 1991: Gran premio de la literatura policíaca (galardón francés) por El silencio de los corderos (categoría Internacional).
- 1991: Prix Mystère de la critique (galardón francés) por El silencio de los corderos (categoría Internacional).
- 1999: Nominado al Premio Bram Stoker (galardón estadounidense) a la Mejor novela por Hannibal.
- 2001: Finnischer Krimipreis (galardón finlandés) por la trilogía Hannibal (categoría Internacional).